# Arne Weise
Arne Georg Fredrik Weise, född 28 februari 1930 i Sankt Pauli församling i Malmö, död 25 september 2019 i Oscars distrikt i Stockholm, var en svensk journalist och TV-man.

## Biografi
Weise var son till den tyskbördige ingenjören Per Weise (1897–1991) och Ingrid, född Tengström (1893–1987). Han växte upp i Malmö och Göteborg. Han gick på Hvitfeldtska gymnasiet i Göteborg, varefter han efter avlagd studentexamen 1950 mellan 1951 och 1953 studerade vid Uppsala universitet och Göteborgs högskola och mellan 1954 och 1956 i Italien. Han var 1953 även verksam som programpresentatör vid Radiotjänst i Göteborg.
Weise anställdes 1956 som producent vid Radiotjänst i Stockholm, från 1957 i Sveriges Radio. 1963 övergick han emellertid till TV-verksamheten, där han mellan 1970 och 1973 var chef för barn- och ungdomsprogram på TV1, mellan 1973 och 1977 projektledare för främmande barnprogramsproduktioner samt från 1977 producent och programledare. Vid bildandet av Sveriges Television 1979 fortsatte han som producent och programledare. 1981 och 1982 var han informationschef. Han var även chef för naturprogram på TV1 från 1982 samt från 1994 chef för diverse natur- och vetenskapsprogram. Efter pensioneringen 1996 var han frilans och vd för ett eget bolag.
Under många år (första gången 1964) var Arne Weise julvärd i Sveriges Television på julafton. Weise har blivit så förknippad med julfirandet i TV att han till exempel omnämns i Adolphson & Falks jullåt "Mer jul" från 1981. I julavsnittet av TV-serien "Svensson, Svensson" finns också repliken "Vad är det där för stolpskott? Var är Arne Weise?" när familjen sätter sig framför TV:n. I samband med sin 65-årsdag 1995 aviserade han att han hade för avsikt att sluta, men beskedet möttes av protester som ledde till att han fortsatte ytterligare sju år. Han var också under ett antal år programledare för Ett med naturen och Minnenas television i Sveriges Television.
2002 gav Weise ut skivan Minnen, drömmar och lite till som innehåller tretton sånger som han har skrivit själv. Han har också under en kort period varit programledare för musikprogrammet Svensktoppen i Sveriges Radio. Weise agerade 1982 som skådespelare, då han hade en cameoroll i thrillerserien Skulden.
Arne Weise var dessutom moderator, speaker och konferencier. Liseberg använde honom som speakerröst i sin julreklam. Weise mottog hederspris vid utdelandet av Kristallen 2013.
Inför julen 2017 kritiserade Weise Sveriges Television och årets julvärdar Erik Haag och Lotta Lundgren för att sändningen inte skulle vara direktsänd. Weise värvades senare av TV3 där han på julafton tände ett ljus som han gjort så många gånger tidigare, även det var förinspelat. Weise sade också att det var hans sista framträdande på tv under en julafton.

### Familj
Arne Weise var gift och skild tre gånger. Först 1957 till 1976 med skådespelaren och teaterpedagogen Els-Marie Sundin och de fick tillsammans en son född 1959 och två döttrar födda 1962 och 1963. Han var därefter 1978 till 1984 gift med Kicki Christensson. Han var därefter från 1986 till 1991 gift med Agneta Malmberg och de fick tillsammans sonen Andreas Weise född 1986 och en dotter född 1988.
År 2019 avled Weise vid 89 års ålder. Han är gravsatt i minneslunden vid Högalidskyrkan i Stockholm.

## Filmografi i urval

### Programledare (om inget annat anges)
- Filmkrönikan (1956)
- Ung i (1960-talet)
- Vi unga (TV-program) (1960-talet)
- Klubb Lida (TV-program) (1964–1965)
- Julvärd (1964, 1966, 1980–1987, 1991–2002)
- Vår fantastiska värld (1974–1980)
- Skulden (1982) (cameoroll)
- Ett med naturen (1982–1996)
- Stigmata (1974–1980)
- 21 (1977, 1979 och 1983)
- Minnenas television (1996–2012)
- Vårt levande Europa (1998)

## Teater

### Roller (ej komplett)
| År   | Roll       | Produktion                            | Regi                           | Teater         |
| ---- | ---------- | ------------------------------------- | ------------------------------ | -------------- |
| 1952 | Lasse      | Jag älskar Hans Peterson              | Lars Barringer                 | Atelierteatern |
| 1952 | Spegelglad | Hör syrsorna spela... Bertil Sävkranz | Lars Barringer Bertil Sävkranz | Atelierteatern |
| 1953 | Brudgummen | En skugga Hjalmar Bergman             | Nils Lindström                 | Atelierteatern |
| 1953 | Dominique  | Ole-dole-doff André Roussin           | Josef Kornfeld                 | Atelierteatern |

## Diskografi
- 2002: Minnen, drömmar och lite till
- 2004: Don't Fall Down On Me,[17] duett med Jimi Sebastian och bandet Elmo Red